# Renault 6
Renault 6 — це невеликий сімейний автомобіль, що вироблявся французьким автовиробником Renault з 1968 по 1986 рік.

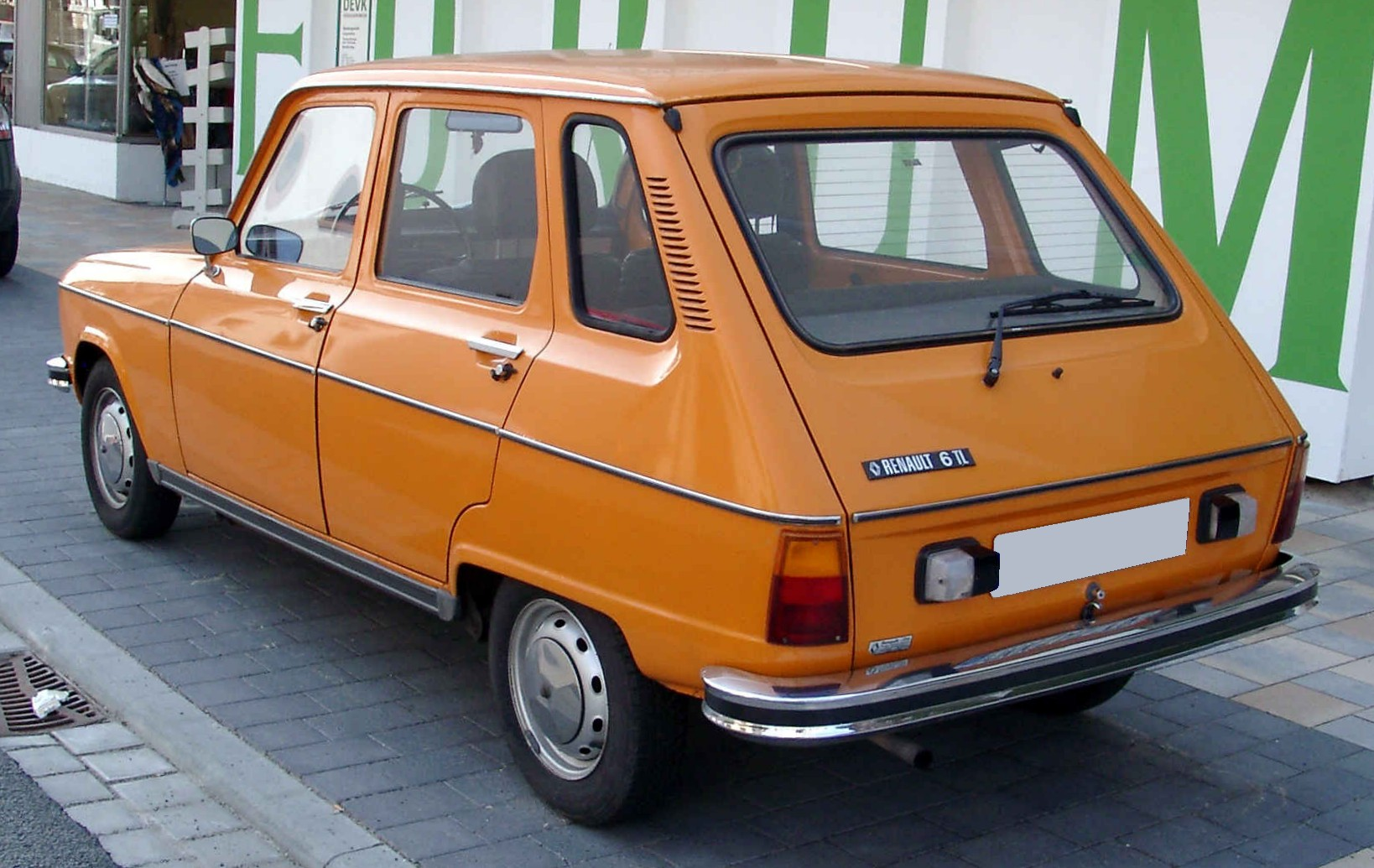

Renault 6 (R6) був представлений на Паризькому автосалоні 1968 року і мав стати альтернативним варіантом для Renault 4, який би конкурував з Citroën Ami 6 і новим Citroën Dyane. Він використовував аналогічну приладну панель та перемикач передач, що й Renault 4 і маленькі Citroën, з якими він конкурував. R6 використовував платформу R4, а також двигун об'ємом 845 см3 і був технічно майже ідентичним, але його кузов був більшим і сучаснішим. Візуально він більше нагадував Renault 16.

## Двигуни
- 845 см3 800-02/B1B I4
- 956 см3 C1C I4 (Іспанія)
- 1108 см3 C1E I4